# Copa Africana de Naciones 1980
La Copa Africana de Naciones de 1980 fue la duodécima edición del torneo de fútbol más importante de naciones de África. Fue organizado en Nigeria. Jugaron ocho equipos distribuidos en dos grupos de cuatro equipos en los que clasificaban los dos primeros de cada grupo. La selección de local ganó el primer título de su historia venciendo al combinado de Argelia por 3 a 0.

## Sedes
| Lagos             | Lagos Ibadan | Ibadan            |
| Surulere Stadium  | Lagos Ibadan | Liberty Stadium   |
| Capacidad: 80,000 | Lagos Ibadan | Capacidad: 35,000 |
|                   | Lagos Ibadan |                   |

## Equipos participantes
Para el proceso clasificatorio, véase Clasificación para la Copa Africana de Naciones de 1980
En cursiva los debutantes.
| Equipos participantes | Equipos participantes | Equipos participantes | Equipos participantes |
| --------------------- | --------------------- | --------------------- | --------------------- |
| Argelia               | Costa de Marfil       | Egipto                | Ghana                 |
| Guinea                | Marruecos             | Nigeria               | Tanzania              |

## Resultados

### Primera fase

#### Grupo A
| Equipo          | Pts | PJ | PG | PE | PP | GF | GC | Dif |
| --------------- | --- | -- | -- | -- | -- | -- | -- | --- |
| Nigeria         | 5   | 3  | 2  | 1  | 0  | 4  | 1  | 3   |
| Egipto          | 4   | 3  | 2  | 0  | 1  | 4  | 3  | +1  |
| Costa de Marfil | 2   | 3  | 0  | 2  | 1  | 2  | 3  | -1  |
| Tanzania        | 1   | 3  | 0  | 1  | 2  | 3  | 6  | -3  |

| 8 de marzo de 1980 | Nigeria                                 | 3:1 (2:0) | Tanzania   | Estadio Nacional, Lagos                                      |                                                              |
|                    | Lawal 11' · Onyedika 35' · Odegbami 85' |           | Mkambi 54' | Asistencia: 80.000 espectadores Árbitro(s): Suleiman El-Naim | Asistencia: 80.000 espectadores Árbitro(s): Suleiman El-Naim |

| 8 de marzo de 1980 | Egipto                  | 2:1 (2:1) | Costa de Marfil | Estadio Nacional, Lagos                                  |                                                          |
|                    | Hammam 8' · Mokhtar 20' |           | Gome 7'         | Asistencia: 80.000 espectadores Árbitro(s): Joel Modonka | Asistencia: 80.000 espectadores Árbitro(s): Joel Modonka |

| 12 de marzo de 1980 | Egipto                 | 2:1 (2:0) | Tanzania  | Estadio Nacional, Lagos                                     |                                                             |
|                     | Chehata 32' · Nour 38' |           | Wazir 86' | Asistencia: 55.000 espectadores Árbitro(s): Sohan Ramlochun | Asistencia: 55.000 espectadores Árbitro(s): Sohan Ramlochun |

| 12 de marzo de 1980 | Nigeria | 0:0 | Costa de Marfil | Estadio Nacional, Lagos                                               |  |
|                     |         |     |                 | Asistencia: 55.000 espectadores Árbitro(s): Théophile Lawson-Hétchéli |  |

| 15 de marzo de 1980 | Tanzania  | 1:1 (0:1) | Costa de Marfil | Estadio Nacional, Lagos                                  |                                                          |
|                     | Wazir 59' |           | Kobenan 7'      | Asistencia: 70.000 espectadores Árbitro(s): Diallo Bakaï | Asistencia: 70.000 espectadores Árbitro(s): Diallo Bakaï |

| 15 de marzo de 1980 | Nigeria   | 1:0 (1:0) | Egipto | Estadio Nacional, Lagos                                        |                                                                |
|                     | Isima 15' |           |        | Asistencia: 70.000 espectadores Árbitro(s): Gebreyesus Tesfaye | Asistencia: 70.000 espectadores Árbitro(s): Gebreyesus Tesfaye |

#### Grupo B
| Equipo    | Pts | PJ | PG | PE | PP | GF | GC | Dif |
| --------- | --- | -- | -- | -- | -- | -- | -- | --- |
| Argelia   | 5   | 3  | 2  | 1  | 0  | 4  | 2  | +2  |
| Marruecos | 3   | 3  | 1  | 1  | 1  | 2  | 2  | 0   |
| Ghana     | 3   | 3  | 1  | 1  | 1  | 1  | 1  | 0   |
| Guinea    | 1   | 3  | 0  | 1  | 2  | 3  | 5  | -2  |

| 9 de marzo de 1980 | Ghana | 0:0 | Argelia | Estadio Obafemi Awolowo, Ibadan                              |  |
|                    |       |     |         | Asistencia: 40.000 espectadores Árbitro(s): Youssuf El-Ghoul |  |

| 9 de marzo de 1980 | Marruecos   | 1:1 (1:1) | Guinea    | Estadio Obafemi Awolowo, Ibadan                                |                                                                |
|                    | Mustapha 7' |           | Camara 8' | Asistencia: 40.000 espectadores Árbitro(s): Gebreyesus Tesfaye | Asistencia: 40.000 espectadores Árbitro(s): Gebreyesus Tesfaye |

| 13 de marzo de 1980 | Argelia      | 1:0 (0:0) | Marruecos | Estadio Obafemi Awolowo, Ibadan                       |                                                       |
|                     | Belloumi 90' |           |           | Asistencia: 20.000 espectadores Árbitro(s): Ali Dridi | Asistencia: 20.000 espectadores Árbitro(s): Ali Dridi |

| 13 de marzo de 1980 | Ghana      | 1:0 (0:0) | Guinea | Estadio Obafemi Awolowo, Ibadan                            |                                                            |
|                     | Klutse 69' |           |        | Asistencia: 20.000 espectadores Árbitro(s): Gabriel Odengo | Asistencia: 20.000 espectadores Árbitro(s): Gabriel Odengo |

| 16 de marzo de 1980 | Argelia                          | 3:2 (2:0) | Guinea                     | Estadio Obafemi Awolowo, Ibadan                            |                                                            |
|                     | Bensaoula 12' 49' · Belloumi 37' |           | Diawara 82' · Bangoura 90' | Asistencia: 20.000 espectadores Árbitro(s): Idrissa Traoré | Asistencia: 20.000 espectadores Árbitro(s): Idrissa Traoré |

| 16 de marzo de 1980 | Marruecos  | 1:0 (1:0) | Ghana | Estadio Obafemi Awolowo, Ibadan                         |                                                         |
|                     | Labied 44' |           |       | Asistencia: 20.000 espectadores Árbitro(s): Dodou N'Jie | Asistencia: 20.000 espectadores Árbitro(s): Dodou N'Jie |

### Segunda fase
|  | Semifinales         | Semifinales         |   |                    | Final              | Final |  |
|  |                     |                     |   |                    |                    |       |  |
|  |                     |                     |   |                    |                    |       |  |
|  | Lagos, 19 de marzo  |                     |   |                    |                    |       |  |
|  | Nigeria             | 1                   |   |                    |                    |       |  |
|  | Marruecos           | 0                   |   |                    |                    |       |  |
|  |                     |                     |   |                    |                    |       |  |
|  |                     |                     |   |                    | Lagos, 22 de marzo |       |  |
|  |                     |                     |   |                    | Nigeria            | 3     |  |
|  |                     | Argelia             | 0 |                    |                    |       |  |
|  |                     |                     |   |                    |                    |       |  |
|  |                     |                     |   |                    |                    |       |  |
|  |                     |                     |   |                    | Tercer lugar       |       |  |
|  | Ibadan, 19 de marzo | Ibadan, 19 de marzo |   | Lagos, 21 de marzo | Lagos, 21 de marzo |       |  |
|  | Argelia (pen.)      | 2 (4)               |   | Marruecos          | 2                  |       |  |
|  | Egipto              | 2 (2)               |   |                    | Egipto             | 0     |  |

#### Semifinales
| 19 de marzo de 1980 | Nigeria    | 1:0 (1:0) | Marruecos | Estadio Nacional, Lagos                                      |                                                              |
|                     | Owolabi 9' |           |           | Asistencia: 70.000 espectadores Árbitro(s): Suleiman El-Naim | Asistencia: 70.000 espectadores Árbitro(s): Suleiman El-Naim |

| 19 de marzo de 1980 | Argelia                           | 2:2 (2:2, 0:1) (t. s.)(4:2 p.) | Egipto                               | Estadio Obafemi Awolowo, Ibadan                                      |                                                                      |
|                     | Assad 55' (pen.) · Benmiloudi 62' |                                | El Khatib 32' · El Sayed 47'         | Asistencia: 5.000 espectadores Árbitro(s): Théophile Lawson-Hétchéli | Asistencia: 5.000 espectadores Árbitro(s): Théophile Lawson-Hétchéli |
|                     |                                   | Tiros desde el punto penal     |                                      |                                                                      |                                                                      |
|                     |                                   |                                | Shehata · Mokhtar · El Khatib · Amer |                                                                      |                                                                      |

#### Tercer lugar
| 21 de marzo de 1980 | Marruecos     | 2:0 (1:0) | Egipto | Estadio Nacional, Lagos                                   |                                                           |
|                     | Labied 9' 78' |           |        | Asistencia: 5.000 espectadores Árbitro(s): Gabriel Odengo | Asistencia: 5.000 espectadores Árbitro(s): Gabriel Odengo |

#### Final
| 21 de marzo de 1980 | Nigeria                     | 3:0 (2:0) | Argelia | Estadio Nacional, Lagos                                        |                                                                |
|                     | Odegbami 2' 42' · Lawal 50' |           |         | Asistencia: 85.000 espectadores Árbitro(s): Gebreyesus Tesfaye | Asistencia: 85.000 espectadores Árbitro(s): Gebreyesus Tesfaye |

|                             |
| Bandera de Nigeria          |
| Campeón Nigeria 1.er título |

## Clasificación general
| Equipo | Equipo          | Pts | PJ | PG | PE | PP | GF | GC | Dif | Rend  |
| ------ | --------------- | --- | -- | -- | -- | -- | -- | -- | --- | ----- |
| 1      | Nigeria         | 9   | 5  | 4  | 1  | 0  | 8  | 1  | 7   | 90%   |
| 2      | Argelia         | 6   | 5  | 2  | 2  | 1  | 6  | 7  | -1  | 60%   |
| 3      | Marruecos       | 5   | 5  | 2  | 1  | 2  | 4  | 3  | 1   | 50%   |
| 4      | Egipto          | 5   | 5  | 2  | 1  | 2  | 6  | 7  | -1  | 50%   |
| 5      | Ghana           | 3   | 3  | 1  | 1  | 1  | 1  | 1  | 0   | 50%   |
| 6      | Costa de Marfil | 2   | 3  | 0  | 2  | 1  | 2  | 3  | -1  | 33,3% |
| 7      | Guinea          | 1   | 3  | 0  | 1  | 2  | 3  | 5  | -2  | 16,6% |
| 8      | Tanzania        | 1   | 3  | 0  | 1  | 2  | 3  | 6  | -3  | 16,6% |

## Goleadores
3 goles
- Khalid Labied
- Segun Odegbami

2 goles
- Lakhdar Belloumi
- Tedj Bensaoula
- Muda Lawal
- Thuwein Waziri

1 gol
- Salah Assad
- Hocine Benmiloudi
- Mahmoud El Khatib
- Ramadan El Sayed
- Maher Hammam
- Mokhtar Mokhtar
- Mosaad Nour
- Hassan Shehata
- Willie Klutse
- Moussa Camara
- Ibrahima Diawara
- Sidouba Bangoura.
- Ani Gome
- Kouman Kobenan
- Tahir Mustapha
- Okey Isima
- Ifeanyi Onyedika
- Felix Owolabi
- Juma Mkambi

## Equipo ideal
| Portero       | Defensas                                                            | Centrocampistas                                               | Delanteros                 |
| ------------- | ------------------------------------------------------------------- | ------------------------------------------------------------- | -------------------------- |
| Best Ogedegbe | Mustapha Kouici Mohamed Salah El-Din Moussa Camara Christian Chukwu | Lakhdar Belloumi Ali Fergani Mahmoud El Khatib Shawky Gharieb | Salah Assad Segun Odegbami |